# Văn hóa Slovakia

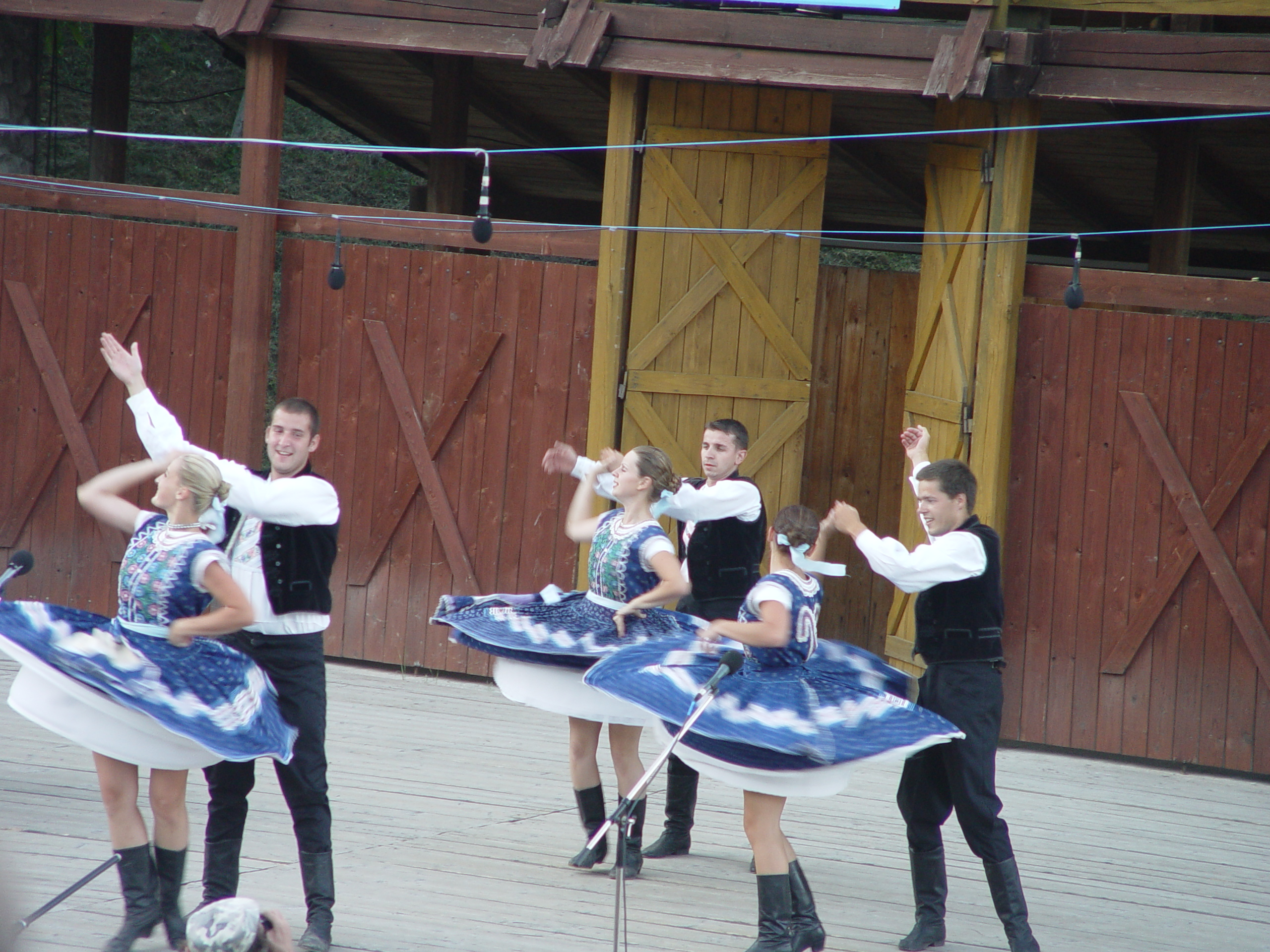
Điệu múa dân gian Slovakia

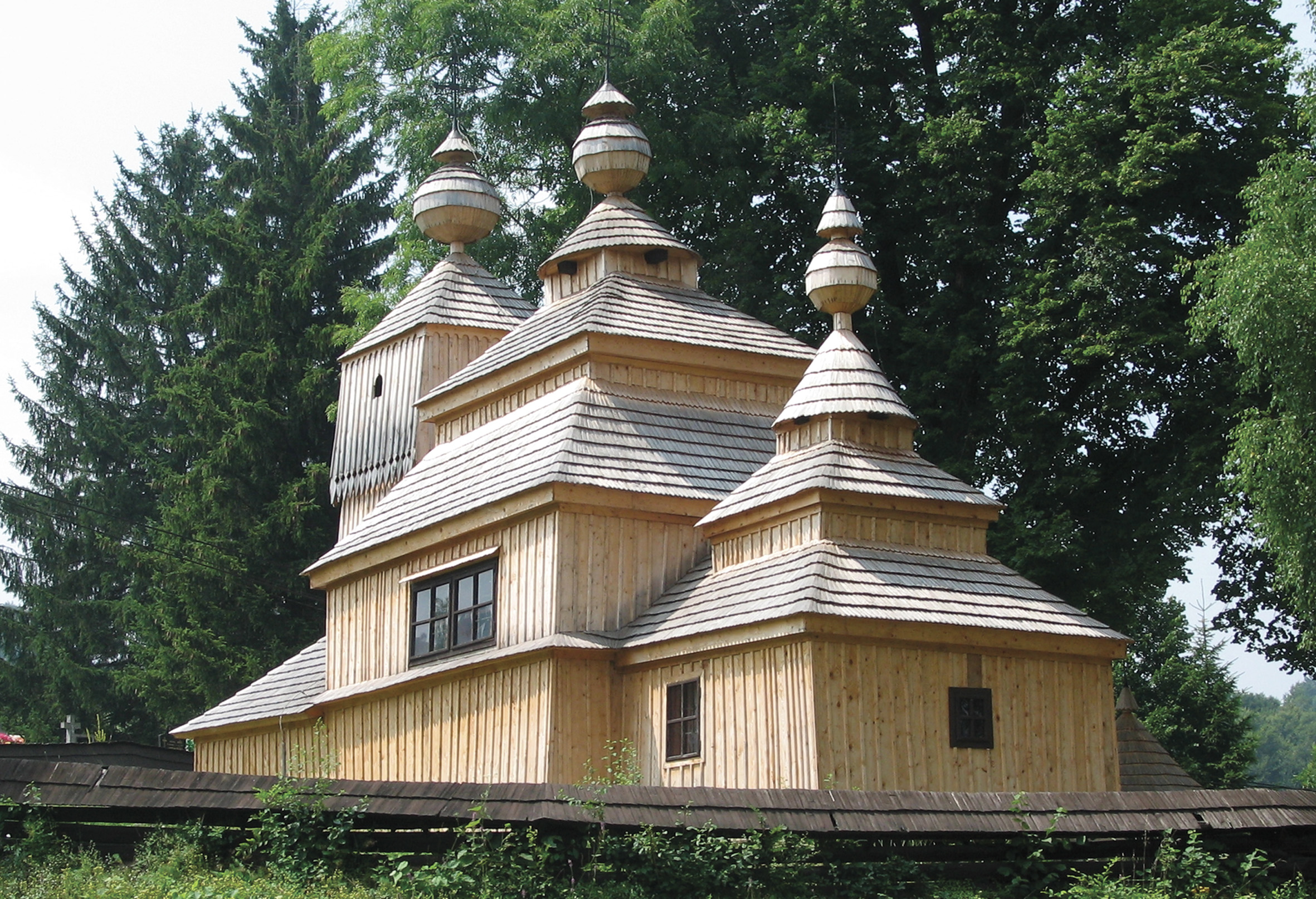
Nhà thờ bằng gỗ ởn Bodružal là một ví dụ về kiến trúc dân gian của Rusyn và được chọn là di sản thế giới của UNESCO.

Văn hóa Slovakia có rất nhiều truyền thống dân gian chịu ảnh hưởng vị trí của đất nước ở Trung Âu. Nền văn hóa Slovakia có nhiều nét tương đồng với các nền văn hóa của Áo, Đức, Hungary và Ukraina.

## Truyền thống dân gian

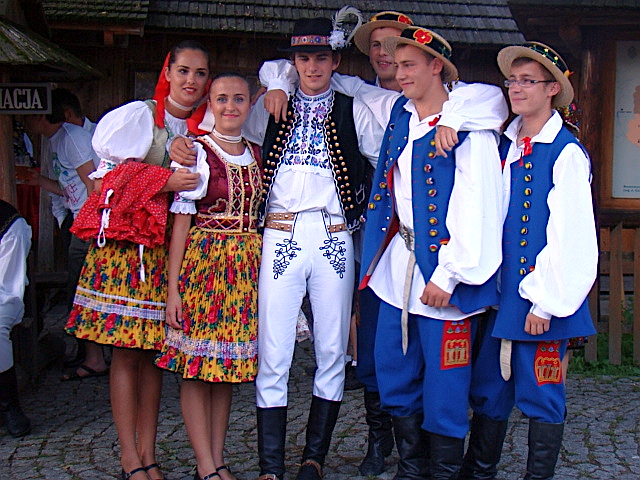
Người Slovakia mặc những bộ trang phục truyền thống xuất xừ từ Đông Slovakia.

Văn hóa dân gian khởi nguồn mạnh ở Slovakia và được phản ánh qua các lĩnh vực văn học, âm nhạc, điệu nhảy và kiến trúc. Ví dụ điển hình là bài quốc ca của Slovakia mang tên "Nad Tatrou sa blýska", sáng tác dựa trên một giai điệu từ bài hát dân gian "Kopala studienku".
Một ví dụ thể hiện văn hóa dân gian Slovakia là Lễ hội dân gian "Východná". Đây lễ hội lâu đời và lớn nhất trên toàn quốc với sự tham dự của du khách quốc tế, tổ chức thường niên ở Východná. Slovakia thường được đại diện bởi nhóm dân tộc nhưng chủ yếu là nhóm SĽUK (Slovenský ľudový umelecký kolektív—tập thể nghệ thuật dân gian Slovakia). SĽUK là nhóm nghệ thuật dân gian lớn nhất Slovakia với nhiệm vụ cố gắng bảo tồn truyền thống dân gian.
Một ví dụ về kiến trúc dân gian bằng gỗ ở Slovakia là ngôi làng cổ Vlkolínec, hiện đang được bảo tồn tốt và trở thành di sản thế giới của UNESCO kể từ năm 1993. Vùng Prešov bảo tồn những nhà gỗ dân gian đặc sắc của thế giới. Hầu hết trong số chúng được bảo tồn theo luật Slovakia và được xem là di sản văn hóa, nhưng một vài trong số chúng cũng nằm trong danh sách của UNESCO ở các tỉnh Bodružal, Hervartov, Ladomirová và Ruská Bystrá.
Vị anh hùng nổi tiếng nhất của Slovakia, có mặt trong nhiều thần thoại dân gian là Juraj Jánošík (1688–1713) (hiện thân của Robin Hood ở Slovakia). Truyền thuyết kể rằng ông lấy của người giàu và chia cho người nghèo. Cuộc sống của Jánošík' được miêu tả trong danh sách các tác phẩm văn hóa và nhiều phim điện ảnh trong suốt thế kỉ 20. Một trong số những tác phẩm nổi tiếng nhất là phim điện ảnh Jánošík do Martin Frič làm đạo diễn công chiếu vào năm 1935.

## Văn học

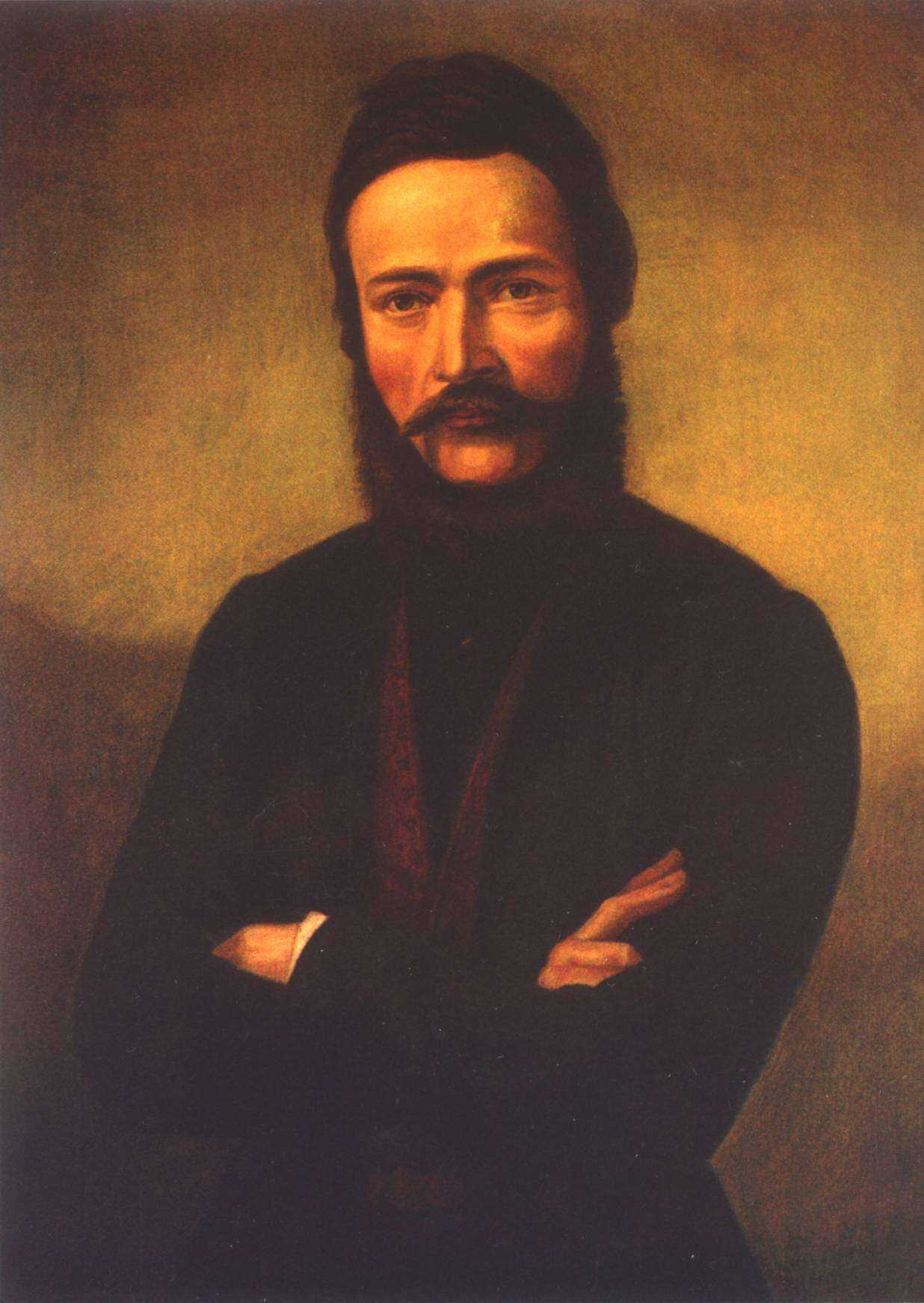
Ľudovít Štúr, tác giả của tiếng Slovakia chuẩn.

Đối với danh sách về các nhà thơ và nhà văn Slovakia nổi tiếng, xem Danh sách tác giả Slovakia. Những nhân vật viết về đề tài Cơ đốc giáo gồm: nhà thơ Proglas là người viết tựa cho 4 cuốn sách Phúc âm, dịch một phần kinh thành sang tiếng Slav Giáo hội cổ, Zakon sudnyj ljudem.
Văn học trung đại diễn ra trong khoảng thời gian từ thế kỉ 11 đến thế kỉ 15 và được viết bằng tiếng Latin, tiếng Séc và tiếng Séc cải biên Slovakia. Lời ca (cầu nguyện, ca khúc và thể thức) vẫn nằm trong quyền kiểm soát của Nhà thờ, trong khi đề tài sử thi lại chú trọng vào các truyền thuyết. Các văn sĩ từ thời kì này gồm có Johannes de Thurocz, tác giả của cuốn Chronica Hungarorum và Maurus, cả hai đều bằng tiếng Hungary. Văn học thế giới cũng manh nha xuất hiện và các biên niên sử được sáng tác trong thời gian này.